# IC11
O IC 11 é um projecto de itinerário complementar de Portugal. O projecto pretende ligar Peniche à Marateca, via Carregado, Lourinhã e Torres Vedras. Entre Carregado e Marateca já está inaugurado e tem as designações A10 e A13. 
Entre Peniche e Torres Vedras o projecto foi chumbado por afectar «extensas áreas agrícolas» em solos valiosos onde se concentram várias explorações hortícolas».
Entre Pêro Negro e Carregado terá a designação de   A 18 .

## Estado dos troços
| Troço                                  | Situação                                      |
| -------------------------------------- | --------------------------------------------- |
| Marateca ( A 2 / A 6 ) - Santo Estêvão | Em serviço (2002) Formato de autoestrada A 13 |
| Santo Estêvão - Benavente              | Em serviço (2005) Formato de autoestrada A 13 |
| Benavente - Carregado                  | Em serviço (2007) Formato de autoestrada A 10 |
| Carregado - Pêro Negro ( A 18 )        | Em projeto como autoestrada A 18              |
| Pêro Negro - Torres Vedras             | Em serviço (1996) Formato de autoestrada A 8  |
| Torres Vedras - Peniche (IP6)          | Projeto chumbado ambientalmente               |